# Diócesis de Natchitoches
La diócesis de Natchitoches (en latín: Dioecesis Natchitochensis y en inglés: Roman Catholic Diocese of Natchitoches) fue una circunscripción eclesiástica de la Iglesia católica en Estados Unidos. Se trataba de una diócesis latina, sufragánea de la arquidiócesis de Nueva Orleans. Fue suprimida el 6 de agosto de 1910 y restaurada como diócesis titular en 1995. Desde el 12 de enero de 2008 su obispo titular es Joseph Salvador Marino.

## Territorio y organización
La diócesis extendía su jurisdicción sobre los fieles católicos de rito latino residentes en la parte norte del estado de Luisiana.
La sede de la diócesis se encontraba en la ciudad de Natchitoches, en donde su catedral era la actual basílica de la Inmaculada Concepción, perteneciente a la diócesis de Alexandria.

## Historia

### Antecedentes

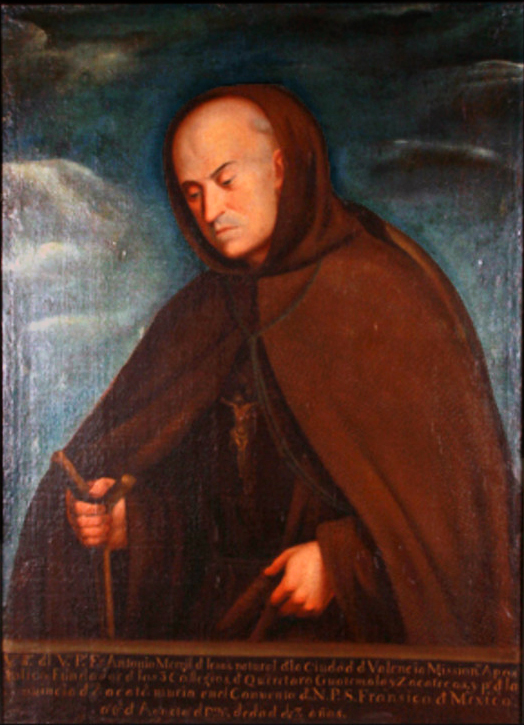
Venerable Antonio Margil de Jesús, misionero español de Luisiana

El misionero franciscano español Antonio Margil de Jesús fue el primer sacerdote en ejercer su ministerio en el territorio de lo que hoy es la diócesis de Alexandria. Gracias a los indígenas eyeish, al oeste del río Sabine, el padre Margil supo de los indígenas adayes y, en marzo de 1717, los localizó cerca de la actual Lake Spanish, en lo que se convertiría en la parroquia de Sabine. Fundó la misión de San Miguel de Linares y construyó allí, probablemente la primera iglesia de Luisiana, pues, según el historiador Martin, cuando el padre Pierre François Xavier de Charlevoix llegó a Nueva Orleans en 1721, encontró allí «unas 100 cabañas, dos o tres viviendas y un almacén miserable que al principio había sido ocupado como capilla, y ahora un cobertizo se utilizaba para tal fin». Dejando al padre Gusman a cargo, el padre Margil viajó a pie a Natchitoches para atender a los católicos franceses de la zona, y luego regresó a Texas.
En 1718, durante la breve guerra con España, Blondel, comandante francés en Natchitoches, invadió la misión de los adayes, la saqueó y se llevó las vestimentas de la iglesia. El padre Margil se enteró y, en 1721, regresó, buscó a los adayes que se habían refugiado en los bosques por temor a los franceses y reconstruyó su iglesia, que dedicó a Nuestra Señora del Pilar, patrona de la expedición. Durante muchos años, la misión de los adayes fue atendida desde San Antonio por los franciscanos, quienes también asistieron a las misiones de Nacogdoches y San Agustín, Texas. En 1725, había 50 familias católicas en Natchitoches. En 1728, el padre Maximin, capuchino, estaba a cargo.
Tras las hazañas militares del general español Bernardo de Gálvez, el territorio de Luisiana pasó a manos de la corona española en 1779. En 1793 se erigió la diócesis de Nueva Orleans y las Dos Floridas (hoy arquidiócesis de Nueva Orleans). En 1803 la Compra de Luisiana hizo que el territorio pasara a ser de los Estados Unidos.
No hay registro que muestre cómo se evangelizó la parte oriental de la diócesis; pero los nombres católicos dados a las aldeas y lagos contiguos al río Misisipi, muestran que los sacerdotes debieron haber visitado esa región, probablemente los jesuitas, quienes en el siglo XVIII estaban a cargo de los indígenas a lo largo del Misisipi bajo el obispo de Quebec. Los registros muestran que en 1829 el padre Martin de Avoyelles atendió a los católicos en los ríos Rojo, Negro y Ouachita; que, en 1840 y después, el padre J. Timon, posteriormente obispo de Búfalo, realizó viajes regulares desde Texas para asistir a las misiones del norte de Luisiana, y que el padre O'Brien, un dominico de Louisville, atendió anualmente a los católicos a lo largo del Misisipi. Los católicos ubicados en los ríos del estado a menudo se desplazaban a Nueva Orleans en barcazas para bendecir sus matrimonios y bautizar a sus hijos, y regresaban cordelando sus botes.
En 1852, los padres del Primer Concilio de Baltimore recomendaron a la Santa Sede la división de la arquidiócesis de Nueva Orleans, la formación de la diócesis de Natchitoches y el nombramiento del padre Martin, párroco de Natchitoches, como su primer obispo. 

### Diócesis
La diócesis de Natchitoches fue erigida el 29 de julio de 1853 mediante el breve Quum illud del papa Pío IX, obteniendo el territorio de la arquidiócesis de Nueva Orleans.
El obispo Cornelius Van de Ven fue a Roma en 1910 y solicitó al papa Pío X el traslado de la sede del inaccesible pueblo de Natchitoches a la progresista ciudad de Alexandria, un centro ferroviario con una gran población católica. En 6 de agosto de 1910 mediante un decreto de la Congregación Consistorial la diócesis fue suprimida y trasladada con el nombre de diócesis de Alexandria.

### Diócesis titular
Desde el 1995 Natchitoches figura entre las sedes episcopales titulares de la Iglesia católica. Desde el 12 de enero de 2008 el obispo titular es Joseph Salvador Marino, presidente emérito de la Academia Pontificia Eclesiástica.

## Episcopologio

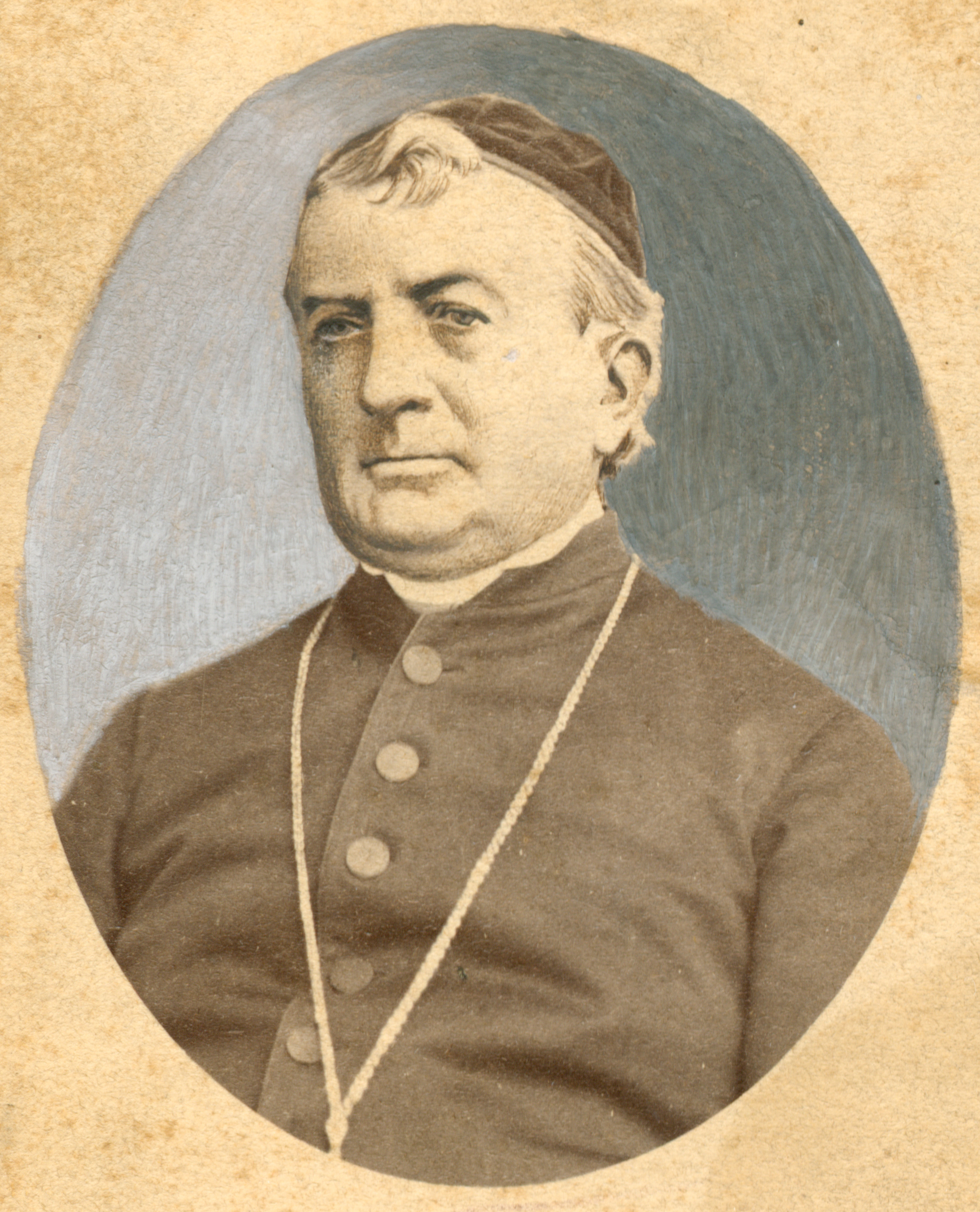
Augustus Marie Martin, primer obispo de Natchitoches

- Augustus Marie Martin † (29 de julio de 1853-29 de septiembre de 1875 falleció)
- Francis Xavier Leray † (27 de noviembre de 1876-30 de septiembre de 1879 nombrado arzobispo coadjutor de Nueva Orleans[nota 2])
  - Sede vacante (1879-1884)
- Anthony Durier † (19 de diciembre de 1884-28 de febrero de 1904 falleció)
- Cornelius Van de Ven † (24 de octubre de 1904-6 de agosto de 1910 sede trasladada a Alexandria)

### Obispos titulares
- Anthony Mancini (18 de febrero de 1999-18 de octubre de 2007 nombrado arzobispo de Halifax)
- Joseph Salvador Marino, desde el 12 de enero de 2008